# Szumierla
Szumierla (ros. Шумерля; czuw. Çĕмĕрле) – miasto w Rosji w Czuwaszji, przy linii kolejowej Moskwa-Kazań; 35,2 tys. mieszkańców (2005); przemysł meblarski, maszynowy. Siedziba rejonu szumierlińskiego.